# Elezioni presidenziali in Macedonia del 2009
Le elezioni presidenziali in Macedonia del 2009 si tennero il 22 marzo (primo turno) e il 5 aprile (secondo turno); videro la vittoria di Gjorge Ivanov, sostenuto dal Partito Democratico per l'Unità Nazionale Macedone, che sconfisse Ljubomir Frčkoski, sostenuto dall'Unione Socialdemocratica di Macedonia.

## Risultati
| Candidati         | Partiti                                            | I turno | I turno | II turno | II turno |
| Candidati         | Partiti                                            | Voti    | %       | Voti     | %        |
| ----------------- | -------------------------------------------------- | ------- | ------- | -------- | -------- |
| Gjorge Ivanov     | Partito Democratico per l'Unità Nazionale Macedone | 345 850 | 35,05   | 453 616  | 63,14    |
| Ljubomir Frčkoski | Unione Socialdemocratica di Macedonia              | 202 691 | 20,54   | 264 828  | 36,86    |
| Imer Selmani      | Nuova Democrazia                                   | 147 547 | 14,95   |          |          |
| Ljube Boškoski    | Indipendente                                       | 146 878 | 14,88   |          |          |
| Agron Buxhaku     | Unione Democratica per l'Integrazione              | 73 629  | 7,46    |          |          |
| Nano Ružin        | Partito Liberal-Democratico                        | 40 042  | 4,06    |          |          |
| Mirushe Hoxha     | Partito Democratico degli Albanesi                 | 30 225  | 3,06    |          |          |
| Totale            | Totale                                             | 986 862 | 100     | 718 444  | 100      |